# Alangium javanicum
Alangium javanicum là một loài thực vật]] thuộc họ Alangiaceae. Loài này có ở Brunei, Indonesia, Malaysia, và Singapore.